# Ted Templeman
Ted Templeman é um produtor musical estadunidense.
Ele começou sua carreira em meados da década de 1960 na área de Santa Cruz (Califórnia) como baterista numa banda chamada The Tikis. Por sugestão de Lenny Waronker, o grupo decidiu mudar de nome, passando a se chamar Harpers Bizarre em 1966, com Templeman assumindo guitarra e vocal.
Ele começou a trabalhar como produtor em 1970.